# Cantón de Provenchères-sur-Fave
El cantón de Provenchères-sur-Fave era una división administrativa francesa, que estaba situada en el departamento de Vosgos y la región de Lorena.

## Composición
El cantón estaba formado por siete comunas:
- Colroy-la-Grande
- La Grande-Fosse
- La Petite-Fosse
- Le Beulay
- Lubine
- Lusse
- Provenchères-sur-Fave

## Supresión del cantón de Provenchères-sur-Fave
En aplicación del Decreto nº 2014-268 de 27 de febrero de 2014, el cantón de Provenchères-sur-Fave fue suprimido el 22 de marzo de 2015 y sus 7 comunas pasaron a formar parte del nuevo cantón de Saint-Dié-des-Vosges-2.